# 十勝池田郵便局
十勝池田郵便局（とかちいけだゆうびんきょく）は北海道中川郡池田町にある郵便局。民営化前の分類では集配普通郵便局であった。

## 概要
住所：〒083-8799 北海道中川郡池田町大通1-79
民営化直前の集配業務再編において、多くの集配普通郵便局は統括センターとなったが、当局は配達センターとされたため、民営化後も郵便事業株式会社の支店は併設されず、集配センターが併設された。

## 沿革
- 1909年（明治42年）3月26日 - 池田郵便局（三等）として開設[1]。
- 1948年（昭和23年）3月7日 - 特定郵便局から普通郵便局に局種別改定[2]。
- 1949年（昭和24年）7月16日 - 十勝池田郵便局に改称[3]。
- 1956年（昭和31年）10月21日 - 電話通話および和文電報受付事務の取扱を開始。
- 1983年（昭和58年）3月31日 - 十勝青山郵便局の廃止に伴い、取扱事務を承継。
- 1988年（昭和63年）3月31日 - 東台郵便局の廃止に伴い、取扱事務を承継。
- 1990年（平成2年）7月1日 - 東台簡易郵便局の廃止に伴い、取扱事務を承継。
- 1999年（平成11年） - 外国通貨の両替および旅行小切手の売買に関する業務取扱を開始。
- 2006年（平成18年）9月19日 - 十勝高島郵便局から集配業務を移管[4]。
- 2007年（平成19年）10月1日 - 民営化に伴い、併設された郵便事業帯広支店十勝池田集配センターに一部業務を移管。
- 2012年（平成24年）10月1日 - 日本郵便株式会社の発足に伴い、郵便事業帯広支店十勝池田集配センターを十勝池田郵便局に統合。

## 取扱内容
- 郵便、印紙、ゆうパック、内容証明
- 貯金、為替、振替、振込、国際送金、外貨両替・トラベラーズチェック、国債、投資信託
- 生命保険、バイク自賠責保険、自動車保険
- ゆうちょ銀行ATM
- 中川郡池田町内の集配業務

## 周辺
- 池田町総合体育館
- とかちワイン城

## アクセス
- JR根室本線 池田駅から西へ約300m（徒歩約3分）
- 十勝バス 池田大通2丁目停留所下車
- 道東自動車道 池田ICから南へ約10km
- 駐車場あり：2台